# San Pietro di Simbranos

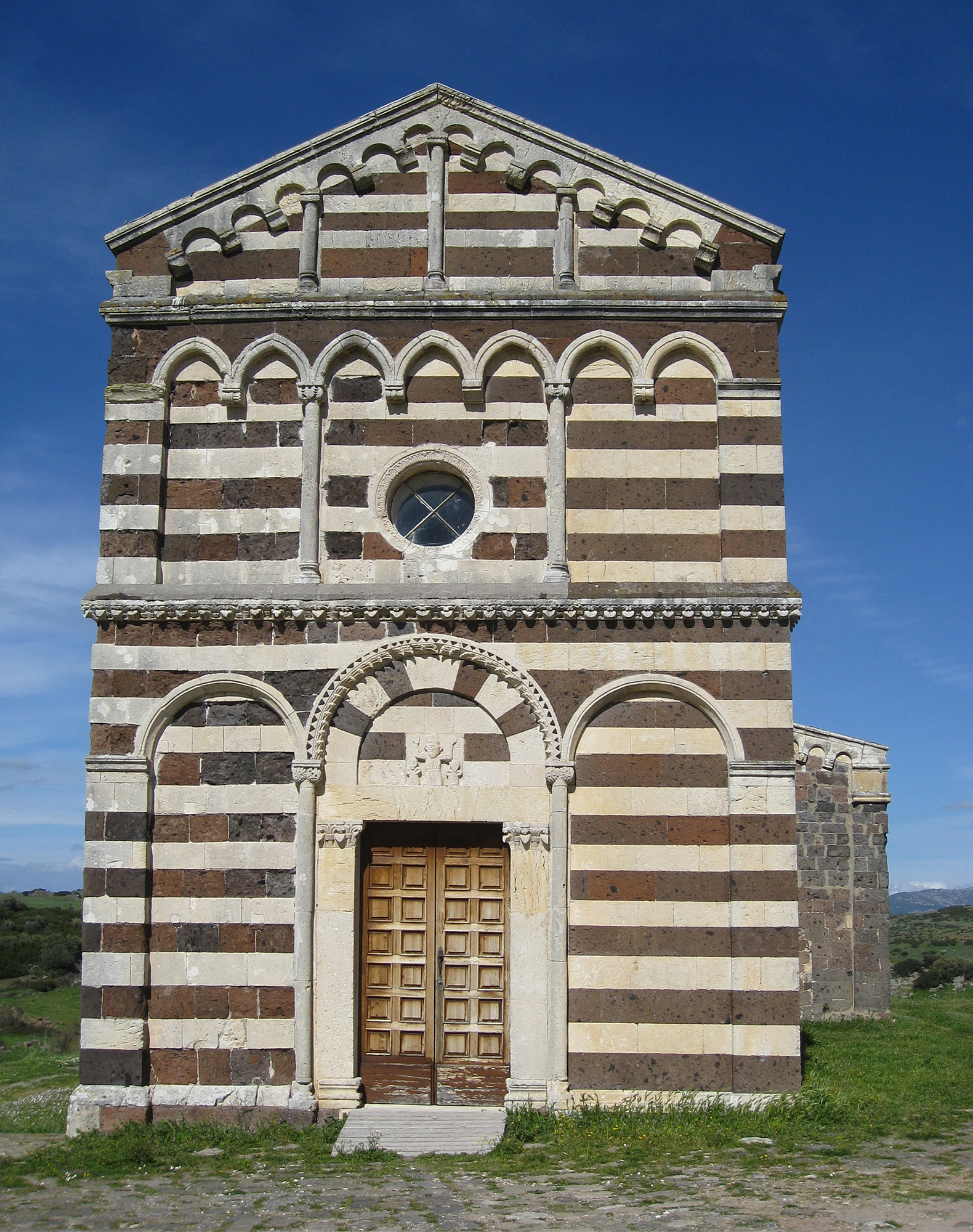
San Pietro di Simbranos

Die pisanische Landkirche San Pietro di Simbranos (auch San Pietro delle Immagini) steht nahe der SS134 etwa 3,5 Kilometer südlich von Bulzi in der Metropolitanstadt Sassari auf Sardinien allein auf weiter Flur im Hirtenland der Macchie südöstlich von Castelsardo.

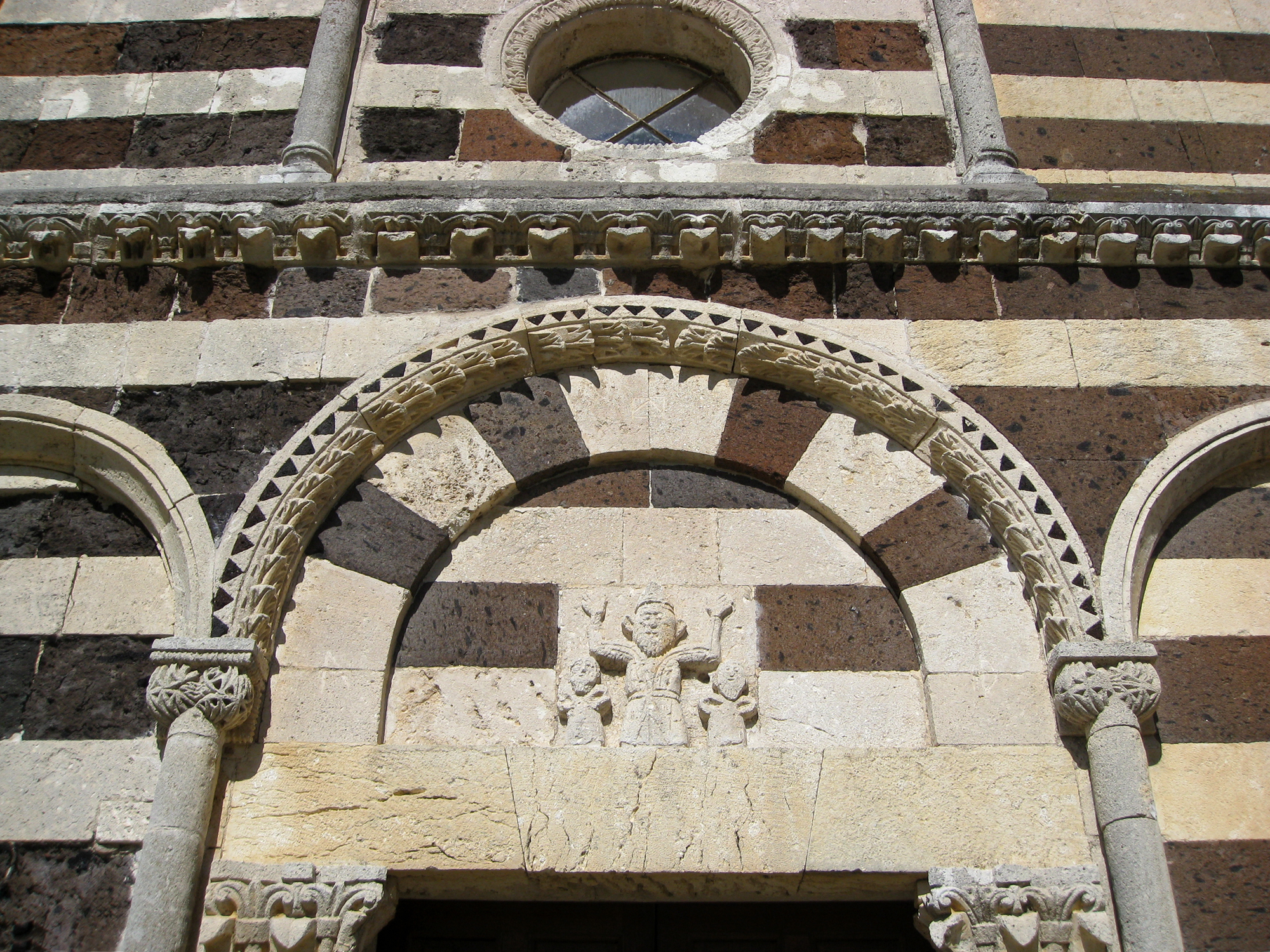
Schutzheilige über dem Portal

Die im 11. Jahrhundert erbaute Kirche erhielt ihr heutiges Aussehen im 13. Jahrhundert durch Benediktinermönche vom Montecassino. Man erneuerte die Fassade und die Apsis, verlängerte und erhöhte das Hauptschiff und baute das Querschiff an. Die Bögen im oberen Teil sind im Gegensatz zum unteren Abschnitt gotisch, weil dieser Teil später aufgesetzt wurde. Die Streifen der auffallend gestalteten, mit Blendbögen und Halbsäulen unterteilten Vorderfront bestehen aus waagerechten Lagen von rötlich-braunem Trachyt und weißem Kalk. In der Portallunette sind Schutzheilige abgebildet. Die halbrunde Apsis ist senkrecht gerippt. Das greifschnabelförmige Blatt im Bogen des mittleren Apsidenfensters stammt von der benachbarten Kirchenruine San Nicola di Silanos. Das Innere der Kirche ist schmucklos. Altar und Weihwasserbecken bestehen aus verkieselten Baumstümpfen von einem der zahlreichen versteinerten Wälder aus dem Miozän, die sich im Bereich der Gemeinden Bulzi, Laerru, Martis und Perfugas befinden. Seitlich gibt es zwei Reihen kleiner Fensteröffnungen.